# Консака
Консака (исп. Consacá) — город и муниципалитет на юго-западе Колумбии, на территории департамента Нариньо. Входит в состав Западной провинции.

## История
Поселение, из которого позднее вырос город, было основано в 1620 году. Муниципалитет Консака был выделен в отдельную административную единицу в 1861 году.

## Географическое положение

Муниципалитет Консака

Город расположен в восточной части департамента, в горной местности Центральной Кордильеры, к западу от вулкана Галерас, на расстоянии приблизительно 18 километров к западу от города Пасто, административного центра департамента. Абсолютная высота — 1660 метров над уровнем моря.
Муниципалитет Консака граничит на севере с территорией муниципалитета Сандона, на северо-востоке — с муниципалитетами Нариньо и Ла-Флорида, на востоке— с муниципалитетом Пасто, на юго-востоке — с муниципалитетом Тангуа, на юге — с муниципалитетом Якуанкер, на юго-западе — с муниципалитетом Гуайтарилья, на западе — с муниципалитетом Анкуя. Площадь муниципалитета составляет 96 км².

## Население
По данным Национального административного департамента статистики Колумбии, совокупная численность населения города и муниципалитета в 2015 году составляла 9386 человек.
Динамика численности населения муниципалитета по годам:
| 2005   | 2006   | 2007   | 2008   | 2009 | 2010 | 2011 | 2012 | 2013 | 2014 | 2015 |
| ------ | ------ | ------ | ------ | ---- | ---- | ---- | ---- | ---- | ---- | ---- |
| 10 287 | 10 201 | 10 121 | 10 032 | 9942 | 9852 | 9759 | 9674 | 9582 | 9485 | 9386 |

Согласно данным переписи 2005 года мужчины составляли 49,5 % от населения Консаки, женщины — соответственно 50,5 %. В расовом отношении белые и метисы составляли 99,8 % от населения города; негры, мулаты и райсальцы — 0,2 %.
Уровень грамотности среди всего населения составлял 81,8 %.

## Экономика
69,6 % от общего числа городских и муниципальных предприятий составляют предприятия торговой сферы, 21,4 % — предприятия сферы обслуживания, 8,9 % — промышленные предприятия, 0,1 % — предприятия иных отраслей экономики.

## Транспорт
Через город проходит национальное шоссе № 25 (исп. Ruta Nacional 25).